# Netzstatt Gaming League
Die Netzstatt Gaming League (kurz NGL) war eine deutsche E-Sport-Liga, die sich zum Ziel gesetzt hatte, langfristig LAN-Party-Meisterschaften in den beliebtesten Computerspielen durchzuführen. Unter dem Motto „together as one eSports“ wurden im Zeitraum von jeweils einem halben Jahr die NGL-Meister ermittelt.
Der klassische Aufgabenbereich der Netzstatt Gaming League lag in der Unterstützung und Organisation von sogenannten LAN-Partys. Dabei wurde zwischen Gold-, Silber- und Bronze-Spielen unterschieden. Gold und Silber bekamen am Ende einer Saison ein extra Finalevent, das offline ausgetragen wurde. Veranstaltungsort für diese Finals waren in den letzten Jahren entweder die Games Convention oder das Cinestar am Alexanderplatz in Berlin. Dabei bekamen die Spiele, die als Gold gewertet wurden, das Gros an Preisen.
Die letzten NGL Finals fanden Ende 2006 statt. Danach wurde das Projekt eingestellt. Die Gründe hierfür lagen in finanziellen Problemen, zunehmender Konkurrenz durch die WWCL und den zurückgehenden Besucherzahlen von LAN-Partys. Die Freaks4U GmbH, das Unternehmen hinter der Netzstatt Gaming League, verwendete die Marke weiter und nannte ihre im Jahr 2006 gegründete internationale Online-Liga NGL ONE. Eine direkte Verbindung zur NGL Germany besteht jedoch nicht.